# 渡部朔
渡部 朔（わたなべ さく/はじめ、1862年11月22日（文久2年10月1日） - 1930年（昭和5年）3月11日）は日本の農学者、農政家、実業家。

## 経歴

### 幕臣の出自と沼津人脈
1862年、幕臣で英学者だった渡部温を父として江戸に生れた。明治初年に父が沼津兵学校教授となって赴任したため、それに従って父の義弟である成澤知行および鋠兄弟など一族と共に沼津に移り、幼少期を過ごした。沼津兵学校付属小学校で学ぶ。廃藩置県後に沼津兵学校は廃止されたため東京に戻る。帝国大学農科大学から農商務省に入り、ドイツに留学した。

### 農芸化学から農政・金融へ
当初は農芸化学の分野で実績をあげ、お雇い外国人のマックス・フェスカが著した「肥培論」の翻訳者として知られていた。それに加えて、次第にドイツ留学中に学んだ、農業者による信用組合などの組織論・金融論に関心を広げていった。ドイツの制度（特に「ライファイゼン」型の組織）の適用を提唱し、1897年（明治30年）の第11回帝国議会に農商務省から「産業組合法」案を提出するが、反対論が根強く審議未了となり、志を果たす事はできなかった。

### 実業界への転進
1898年、英学者から実業家へと転進していた父の渡部温が死去したため、朔は農政の世界から身を引き、実業家として東京製綱、東京瓦斯などの重役となった。この間も、我が国の労働組合運動の萌芽のひとつである友愛会の成立に関係するなど、社会改革への意識を持ち続けた。

### 音楽・オペラ界への貢献
父の死後、朔は弟の渡部康三の親代わりとなっていたが、1903年（明治36年）、康三が東京音楽学校を卒業するに際して、祝い金として「有効に使うように」と申し添えて1000円を贈った。康三はこれを、学生による自主的な活動として、グルック作曲の歌劇「オルフェオとエウリディーチェ」の上演に充てており、これが日本人による最初のオペラ公演となった。この公演はラファエル・フォン・ケーベル博士らが指導にあたって開かれた。

## 家族・親族
- 父：渡部温は幕臣。英学者、教育者、実業家。
- 弟：渡部康三は実業家。元は音楽家を志した。
- 叔父：成澤知行は陸軍軍人。
- 叔父：山口鋠は陸軍軍人。八甲田山雪中行軍遭難事件時の大隊長。